# Ƙ
Ƙ (mała litera: ƙ) to litera alfabetu łacińskiego, używana w języku hausa na oznaczenie ejektywnego k (IPA: /kʼ/).